# Islas Tusket
Las Islas Tusket (en inglés: Tusket Islands) es una serie de islas situadas en el Océano Atlántico, al sur de Yarmouth, en la provincia de Nueva Escocia al este de Canadá.
Las islas se extienden a lo largo de la costa desde Punta Pinkney a Wedgeport e incluyen:
- Isla de Allen
- Isla de Pease
- Isla de Spectacle
- Isla de Ellenwood
- Isla de Murder
- Isla de Harris
- Isla de Holmes
- Isla de Haymaker
- Isla de Turpentine
- Isla de Owls Head
- Isla de Eagle
- Isla de Marks
- Isla de Candlebox
- Isla de Tarpaulin
- Islas de Dog y Calf
- Isla de Big Tusket
- Isla de Green